# عدنان العودة
عدنان العودة (وُلد في الرقة عام 1975) هو كاتب سيناريو وشاعر سوري.

## حياته
درس في قريته «زور شمر» ثم انتقل إلى دمشق سنة 1993 ليكمل دراسته في المعهد العالي للفنون المسرحية، وفي كلية الآداب - قسم الصحافة، حيث حصل على إجازة في الصحافة سنة 1999، وعلى إجازة في النقد والأدب المسرحي سنة 2000. كتب عدنان العديد من الأعمال الدرامية للتلفزيون والمسرح والسينما، بالإضافة لكتابته لكلمات العديد من الأغاني.

## أعماله

### في التلفزيون
- فنجان الدمّ
- أبواب الغيم
- توق
- حدث في دمشق (يا مال الشام)
- أوركيديا
- «قلبي علينا» شارة مسلسل الندم[2]

### دواوين
- سكران المجانين
- أنا حوري - (دار ممدوح عدوان).

## روابط خارجية
- عدنان العودة على موقع قاعدة بيانات الأفلام العربية